# David Friedman
David Director Friedman (12 de febrero de 1945) es un profesor universitario, escritor y economista anarcocapitalista estadounidense, hijo del conocido economista y Premio Nobel de Economía Milton Friedman. Es uno de los principales teóricos del anarcocapitalismo, si bien se distingue por su actitud crítica en relación con el iusnaturalismo y lo defiende desde la vertiente utilitarista. En La maquinaria de la libertad (1973, revisada en 1989), su obra más famosa, el profesor Friedman defiende una sociedad libre sin poder público desde un punto de vista fundamentalmente consecuencialista. También es autor de los libros Price Theory: An Intermediate Text (1986), Law's Order (2000) y Hidden Order: The Economics of Everyday Life (1996). Se autoconsidera un liberal a lo Adam Smith, o un conservador a lo Goldwater.

## Vida y trabajo
David Friedman es el hijo de los economistas Milton Friedman y Rose Friedman. Su hijo, Patri Friedman, también ha escrito artículos sobre temas del anarcocapitalismo, en particular sobre ocupación marina.
David Friedman se graduó con honores (magna cum laude) en una licenciatura (Bachelor of Science o Bachelor of Arts) en física y química en la Universidad de Harvard, 1965; obtuvo una maestría (Master of Science) en 1967 y un PhD en 1971 en física teórica, ambas en la Universidad de Chicago, aunque es principalmente conocido por su trabajo en teoría política, economía y derecho, a pesar de no haber tomado clases en esos temas.
Fue profesor en varias universidades. Actualmente es profesor de análisis económico del Derecho en la Universidad de Santa Clara, California, así como un editor colaborador de la contemporánea revista Liberty. Es ateo.

## Pensamiento
En su libro de 1973 La maquinaria de la libertad, Friedman desarrolló una forma de anarcocapitalismo, donde todos los bienes y servicios, incluida la propia ley puede ser producido por el mercado libre. Esto difiere de la versión propuesta por Murray Rothbard, donde un código legal en primer lugar, debe ser consentido por las partes involucradas en la creación de la sociedad anarcocapitalista. Friedman aboga por un enfoque incrementalista para lograr el anarcocapitalismo por la gradual privatización (desmonopolización, dejando que los ciudadanos cubran estos servicios voluntariamente) de las áreas que el gobierno está involucrado para que, en última instancia, privatizar la ley y el orden en sí. En el libro, expone su oposición a una revolución anarcocapitalista violenta.
Su versión consecuencialista del anarcocapitalismo ha sido llamada la versión "Escuela de Chicago". La versión de Friedman del anarquismo capitalista no está basada en la asunción de derechos naturales inviolables sino en el análisis costo-beneficio de Estado versus No-Estado. Esto contrasta con la aproximación iusnaturalista como es propuesta por los economistas de la Escuela austríaca y el teórico libertario Murray Rothbard.

## Obras

### No ficción
- 1989 (1973). La maquinaria de la libertad
- 1990 (1986). Price Theory: An Intermediate Text Southwestern Publishing.
- 1996. Hidden Order: The Economics of Everyday Life
- 2000. Law’s Order: What Economics Has to Do with Law and Why It Matters. Princeton Univ. Press.
- 2008. Future Imperfect: Technology and Freedom in an Uncertain World[10]

### Ficción
- Harald, 2006
- Salamander, en camino
- Brothers, 2020